# يشوف
يشوڤ (بالعبرية ישוב يشوڤ أو يشوڤ وتعني استيطان) مصطلح استخدم ابتداءً في ثمانينات القرن التاسع عشر ليدل على المجتمع اليهودي في فلسطين. يشير مصطلح اليشوف إلى هيئة السكان اليهود في فلسطين قبل قيام الكيان الإسرائيلي.
بدأ المصطلح بالشيوع في عام 1880، حين كان يقيم في فلسطين ما يقارب 25 ألف يهودياً، وأصبح المصطلح شائعاً بعد ذلك ليشمل المنطقة الجنوبية لسوريا العثمانية، وبقي رائجاً حتى عام 1948م الوقت الذي كان فيه ما يقارب 700.00 يهوديّ على أرض فلسطين. ولا يزال يستخدم حالياً في اللغة العبرية للدلالة على السكان اليهود في فلسطين قبل قيام الكيان الإسرائيلي.
بعد قيام دولة إسرائيل عام 1948، انعدمت الحاجة لاستعمال هذا المصطلح (حيث أن إسرائيل قامت كدولة لليهود فقط)، وأصبح استعماله فقط عند الإشارة إلى تاريخ ذلك المجتمع اليهوديّ في فلسطين قبل قيام الدولة. الفارق الوحيد الذي يظهر أحيانا بين اليشوف القدامى واليشوف الجدد هو أن مصطلح اليشوف القدامى يشير إلى جميع اليهود الذين كانوا يقيمون في فلسطين قبل عليا (موجة الهجرة)، وكانوا يقيمون بشكل رئيسيّ في القدس وصفد وطبريا والخليل، وأقاموا في يافا وحيفا والبقيعة وعكا ونابلس وشفا عمرو على شكل تجمعات صغيرة بالإضافة إلى غزة حتى عام 1779، وفي القرون الأخيرة أي ما قبل الصهيونية الحديثة. قضى عدد كبير من اليهود وقتهم في دراسة التوراة والعيش على المعونات المقدمة من يهود الشتات. وفي الجهة المقابلة يشير مصطلح اليشوف الجدد إلى اليهود الذين بدأوا بإنشاء مساكن خارج أسوار البلدة القديمة في القدس خلال ستينيات القرن الثامن عشر، بالإضافة إلى ذلك يشير المصطلح أيضا إلى مؤسسي مستوطنة بتاح تكفا وموجة الهجرة الأولى عام 1882 وما لحق ذلك من إنشاء الأحياء والمستوطنات حتى نكبة عام 1948.
يرى البعض أن مصطلح «يشوڤ» يجب أن يطلق فقط على اليهود الذين ساهموا في الصهيونية وفي جعل فلسطين وطناً لليهود؛ لذلك هم يستثنون متشددي الأرثوذكس والشيوعيين.
يُميَّز ما بين اليشوب القديم (وهم اليهود من الفلسطينيين الذين كانوا يعيشون أصلاً في فلسطين بشكل طبيعي) واليشوب الجديد؛ وهم اليهود الذين هاجروا إلى فلسطين ابتداءً من عام 1882م (بداية الهجرات الصهيونية الحديثة). ومع مرور الزمن تزايدت أهمية اليشوڤ الجديد على حساب اليشوڤ القديم.
| سنة  | يشوڤ قديم | يشوڤ جديد | مجموع   |
| ---- | --------- | --------- | ------- |
| 1881 | 25.000    | 0         | 25.000  |
| 1914 | 50.000    | 30.000    | 80.000  |
| 1948 |           |           | 600.000 |

## خلال العهد العثماني
لم تكن الحكومة العثمانية داعمةً للمستوطنين الجدد الذين قدموا عبر الموجة الأولى والثانية من موجات الهجرة اليهودية، وعلاوةً على ذلك كانت الحكومة العثمانية تقيد الهجرات اليهودية بشكل صريح. واعتمد اليشوف على الاموال المقدمة لهم من الخارج لدعم مستوطناتهم.
في عام 1908 أنشأت المؤسسة الصهيونية مكتب فلسطين بإدارة آرثر روبين للاستيلاء على الأراضي بهدف استيطانها زراعيّاَ ولغايات التدريب  بالإضافة إلى التوسع العمراني. وتم أيضا افتتاح أول مدرسة عبرية إلى جانب تخنيون المعهد الأول للتعليم العالي. وشُكلت أول مجموعات الدفاع الذاتية وسميت بـ «هاشومير» من أجل حماية المستوطنات اليهودية. أُنشٌِئت أيضاً نقابات عمالية إلى جانب الخدمات الصحية والثقافية، وتمّ كل ذلك بالتنسيق مع المعهد اليهودي القومي. وبحلول عام 1904 أصبح اليشوف القدامى يشكلون أقلية مقابل اليشوف الجدد الذين بدأوا بإبراز أنفسهم وأهدافهم الصهيونية.
حاولت الحركة الصهيونية إيجاد فرص عملٍ للمهاجرين الجدد الذين قدموا في موجة الهجرة الثانية، ومع ذلك فإن أغلب أولئك المهاجرين كانوا من الطبقة الوسطى أي لم يكونوا أصحاب قدرات جسدية أو معرفة بطبيعة العمل الزراعي. عمل أصحاب المزارع اليهود على تشغيل العمال العرب الذين كانوا على دراية بالعمل الزراعي ورغم ذلك فإنهم كانوا يتقاضَون أجوراً قليلةً دون أي اعتراض.
أصرّ قادة الحركة الصهيونية على أصحاب المزارع أن يعملوا على تشغيل عمال يهود بدلاً عن العرب ومنحهم أجوراً عالية لأن السيطرة العمالية لليهود كانت من أهداف الحركة الصهيونية. غير أن ذلك الهدف أثّر سلباً حيث تسبب باضطرابات في اليشوف وخاصة أولئك الذين شعروا أنهم يُحرَّضون ضد العرب مثلما كانوا ضحية التحريض إبّان وجودهم في روسيا. وشعر العرب بالأسى البليغ رغم النسبة القليلة التي تأثرت بهذا التحريض.
كانت موجة الهجرة الأولى البداية المبكرة لتكوّن اليشوف الجدد، إذ تخطى عدد المهاجرين اليهود حاجز 25.000 مهاجراً إلى أرض فلسطين، وصحبوا معهم تأثّرهم بفكرة إنشاء الدولة القومية لليهود على أرض فلسطين. احتل اليهود القادمين من روسيا النسبة الأكبر من بين المهاجرين اليهود حيث كانت هجرتهم كفرارٍ جماعيّ من المذابح التي تعرضوا لها في روسيا. ومن بين المهاجرين كان قد قدم يهود من اليمن إلى فلسطين أيضاً.
إنّ العديد من اليهود المهاجرين كانوا يتبنَّون فكر هوفي صهيون الذي استولى على أراضي العرب وأخرى خاضعة للسيطرة العثمانية، وأقام عليها مستوطنات: يسود همعلاه وروش بينا ورحوفوت وريشون لتسيون ونيس تسيون.أنشئت هذه المستوطنات من أموال المتبرعين اليهود خارج فلسطين وكان أبرزهم إدموند جيمس دي روتشيلد وألفونس جيمس روتشيلد
.

## خلال الانتداب البريطاني على فلسطين
مع انتهاء الحرب العالمية الأولى انتهى عصر الإمبراطورية العثمانية، فاستولت بريطانيا على أرض فلسطين بموجب اتفاقية سايكس بيكو، وبموجبها وضعت منطقة سوريا العثمانية تحت السيطرة الفرنسية والبريطانية، فخضعت سوريا ولبنان للانتداب الفرنسي، بينما صارت فلسطين وإمارة شرق الأردن تحت الانتداب البريطاني.
بعد سيطرة بريطانيا على فلسطين أصبح لدى اليهود شعورا بالأمل بأن السيطرة البريطانية سوف تسمح بإنشاء دولة قومية لليهود كما نص وعد بلفور على ذلك. مع حلول عام 1922 شُكّل الانتداب البريطاني على أساس وعد بلفور، حيث كان من المتصور أن يقدم البريطانيون المساعدة لإنشاء دولة قومية لليهود والعمل على إيجاد مؤسسات حكومية ذات حكم ذاتي. أنشأ الانتداب الوكالة لتعنى بتمثيل المصالح اليهودية والعمل على تعزيز الهجرة اليهودية إلى أرض فلسطين. وعُرفت الوكالة باسم الوكالة اليهودية وكانت قد أنشئت عام 1929، وأصبحت أيضا الحكومة الفعلية لليشوب.
إلى جانب إنشاء وكالة يهودية في فلسطين كان من المفترض إنشاء مؤسسة حكم ذاتي تضم العرب واليهود. لم تنجح فكرة إقامة المؤسسة بسبب المخاوف اليهودية من أن تكون الأغلبية للعرب في تلك المؤسسة، بالإضافة لرفض العرب التعاون مع اليهود أو البريطانيين. سرعان ما بدأ التفاؤل الذي أوجده الانتداب البريطاني لليهود بالتضاؤل نتيجة للمتاعب التي واجهها اليشوف، كما أن معظم الدعم الأوروبي للمستوطنات اليهودية قبل الحرب العالمية الأولى كان قد انتهى، بالإضافة إلى ذلك، كان للرفض العربي لوعد بلفور والانتداب البريطاني دورا في التحريض على ثورات ضد اليهود، واقتصرت الهجرات البريطانية المحدودة على حصص سنوية ولم تضم إلا الذين يملكون تصريحا بالهجرة إلى فلسطين.

## حقوق المرأة
في عام 1919، أنشيء أول حزب قومي نسوي عُرف باسم "اتحاد النساء العبرانيات من أجل حقوق متساوية على أرض "إسرائيل" ". عُينت روسا ويلت ستاروس زعيمةٍ للحزب، وبقيت في منصبها حتى وفاتها. في عام 1926، رفض الهاداريم فكرة إجراء استفتاء قد يؤدي إلى التخلي عن توليهم تمثيل جمعية اليشوب، وخلال العام ذاته أصدرت حكومة الانتداب إعلاناً رسميا يؤكد على مساواة المرأة في كافة جوانب حياة اليشوب كالحقوق المدنية والسياسية والاقتصادية."

## الثورات العربية
اندلعت الثورات العربية بدايةٍ ما بين عامي 1920-1921 كرفضٍ لوعد بلفور. حاول العرب أن يبرهنوا للبريطانيين أن عدم استقرار فلسطين وفكرة إقامة وطن يهودي كان أمراً غير قابل للسيطرة، فتصاعدات الهبات العربية عام 1929 بعد موجة الهجرة الرابعة وقتل خلالها 133 يهودي. احتج العرب على الهجرات اليهودية وعمليات شراء الأرضي التي أدت إلى إجلائهم وطردهم من وظائفهم. وكان للشائعات التي انتشرت حول نية اليهود بناء كنيس يهودي بالقرب من حائط البراق أثراً كبيراً في إشعال هذه الثورات. وأدت هذه الثورات إلى إجلاء السكان اليهود –ومعظمهم من غير الصهاينة- من طائفة اليشوف الخليلية.

## الكتاب الأبيض
صدر الكتاب الأبيض كردة فعل بريطانية على الثورات العربية، وكان قائماً على أساس تقرير هوب سيمبسون، الذي ينص على أن فلسطين بعد النمو الاقتصادي يمكنها أن تدعم فقط 20.000 مهاجر دون التأثير على المستوى الوظيفي والسكاني للفلسطينيين، وعليه فقد كانت محاولة لكبح الهجرة تجاه فلسطين. فور انتقاد اليهود لهذه السياسة ظهر جلياً أن الهجرة لن تتوقف بشكل كامل ولكن عبر تقييدها بحصص معينة. وصل العديد من المهاجرين اليهود في عام 1930 عبر موجة الهجرة الخامسة، على الرغم من حصص الهجرة المحدودة. العديد من الذين هاجروا كانوا قد هاجروا نتيجة الاضطهاد الذي عانوه في أوروبا الشرقية، وآخرين وصلوا من ألمانيا بعد اتفاقية هعفراه التي خولتهم دخول فلسطين. سمحت الاتفاقية لليهود بالهرب من ألمانيا النازية إلى فلطسين مقابل دفع فدية للرايخ الألماني. حينئذ، وصل التعداد السكاني لليشوف حوالي الـ400.000.

## ثورة فلسطين الكبرى 1936 - 1939
سببت الارتفاع المتزايدة لشراء الأراضي والمهاجرين اليهود التي لم يقف بوجهها الانتداب البريطاني حالة غضب عارمة لدى الكثير من العرب. وبحلول شهر نيسان لعام 1936، هاجم العرب حافلة تقل ركاباً يهوداً فكانت هذه العملية منطلقا لعدة عمليات أدت إلى اندلاع ثورة فلسطين الكبرى. أصيب البريطانيون بالصدمة وعلى إثرها لم يقدروا على إيقاف موت الآلاف من العرب واليهود خلالها. عملت عصابات الهجاناه على حماية مستوطنات اليشوب، بينما كانت عصابات الآرغون الأكثر تطرفاً تهاجم البلدات والقرى الفلسطينية. وعبر ائتلاف من عدة أحزاب فلسطينية حديثة العهد تم تشكيل لجنة عرفت باسم اللجنة العربية العليا، فأعلنت إضرابا وطنيا دعماً لثلاثة مطالب أساسية تمثلت بـ: إيقاف الهجرة اليهودية وإنهاء كافة عمليات بيع الأراضي لليهود بالإضافة إلى إنشاء حكومة قومية عربية. هدّد العرب أنه في حالة عدم استجابة بريطانيا لمطالبهم سوف يضطرون إلى التحالف مع خصوم بريطانيا. رافقت تهديدات العرب لبريطانيا اندلاع الحرب العالمية الثانية مما أثار قلق الإنجليز الذين كانوا على علمٍ بحاجتهم لنفط العرب. عمل البريطانيون مع حلفائهم من العرب على إخماد الثورة العربية، فأًصدرت لجنة بيل تقريراً بأن التعهدات المفروضة على الصهاينة والعرب متضاربة وأن الانتداب غير قادر على التصرف حيال هذا الأمر، فقدمت اللجنة اقتراحا بتقسيم فلسطين إلى دولة يهودية وأخرى عربية، على أن تكون الناصرة وبيت لحم والقدس وطريق من القدس حتى الساحل تحت حكم الانتداب البريطاني، فوافق اليهود على هذه الخطة بينما رفض العرب أي مقترح يؤدي إلى تقسيم فلسطين. أرسلت الحكومة البريطانية لجنة عرفت باسم لجنة وودهد لتفصيل خطة التقسيم، فوضعت اللجنة ثلاث خطط مختلفة إحداها بُنيت على أساس خطة بيل، حيث أعلن عام 1938 أن اللجنة رفضت خطة بيل بشكل كامل وبينت أن الخطة غير قابلة للتطبيق دون اللجوء إلى تهجير جماعي وقسري للعرب (خيار كانت الحكومة البريطانية سلفاً). مع ظهورالخلافات بين أعضاء اللجنة، قدمت اللجنة مقترحا بديلاً يقضي بوضع الجليل تحت حكم الانتداب، إلا أن ذلك أكد وجود مشاكل حقيقة منها: الافتقار إلى وجود اكتفاء مالي ذاتي للدولة الفلسطينية المفترضة. أرفقت الحكومة البريطانية تقرير وودهد ببيان رفض التقسيم معتبرةً أنه غير قابل للتحقيق نظراً لوجود عوائق مالية وإدارية.
اندلعت الثورة العربية مجدداً في خريف عام 1937، واستخدمت القوات البريطانية وسائل قاسية لإخمادها فأقدمت على نفي العديد من القادة الفلسسطينيين والعرب الأمر الذي ساهم في إنهاء الثورة. على صعيد اليشوف، عززت الثورات العربية اعتقاداً راسخاً بحاجة ماسة إلى شبكة دفاع يهودية قوية. في عام 1937 عمل الفلاحون العرب على مقاطعة الاقتصاد اليهودي مما أدى إلى خلق اكتفاء ذاتي ضخم. في خلال تلك الفترة تحولت الهجاناه من ميليشيا مسلحة صغيرة إلى قوات عسسكرية كبيرة، فوقفت القوات البريطانية متحالفة إلى جانب عصابات الهجاناه في مواجهة العرب.
أنشأ أورد وينجات الفرقة الليلة الخاصة والتي تألفت بشكل كبير من عناصر الهجاناه. عملت هذه الفرقة على استخدام عنصر المفاجاة الليلي في هجماتها على العرب وحماية المستوطنات الصهيونية.

## الكتاب الأبيض 1939
بعد إخماد البريطانيين للثورات العربية أصدروا الكتاب الأبيض عام 1939 وتضمن السماح لـ75 ألف يهودي فقط بدخول فلسطين خلال مدة خمس سنوات، خلال تلك الفترة، ساد بين اليهود والعرب فترة هدوءٍ نسبي. خلال الحرب العالمية الثانية رغب اليشوف بتقديم المساعدة لليهود الذي كانوا يعانون في أوروبا على أيدي الحكومة النازية. مُنع العديد من اليهود من الفرار تجاه فلسطين الواقعة تحت الانتداب عبر تقييد حصص الهجرة التي وضعها الكتاب الأبيض. عملت الوكالة اليهودية مع الهجاناه على تنظيم عمليات هجرة غير شرعية خلال الفترة الممتدة بين عامي 1939 و1942. كان من بين المهاجرين الذين وصلوا إلى فلسطين في تلك الفترة مهاجرين من رهان موجة عالية. وكانت عمليات الهجرة تلك تتصف بالخطر إذ وصل اليهود على متن قوارب، وكان عليهم أيضا أن يكونوا شديدي الحذر خشية أن يُلقي البريطانيون أو الألمان القبض عليهم، ورغم ذلك فقد تعرضت بعض القوارب للغرق وأخرى تم إيقافها. وبعد العديد من المحاولات تمكن عدد قليل من القوارب من الوصول إلى شواطئ فلسطين.
أراد اليشوب أيضاً تقديم المساعدة على خطوط الجبهة الأولى في أوروبا لإنقاذ اليهود من المجازر النازية، فقامت الوكالة اليهودية بتقديم عرض مساعدة للبريطانيين يتضمن إرسال متطوعين يهود لتنظيم القتال المحلي وعمليات الإنقاذ في أوساط المجتمعات اليهودية. لم يتردد البريطانيون بالموافقة على مقترح الوكالة اليهودية، لكن نسبة الذين تم قبولهم كان أقل مما تأمل الوكالة، حيث تم تجنيد المتطوعيين كمظليين وإرسالهم للقيام بعمليات إلى بلدان معينة هاجروا منها حديثا. سمحت المخابرات العسكرية والقوات الخاصة البريطانية لليهود بأن يكونوا عسكرييين بريطانيين بالإضافة إلى كونهم متطوعيين يهود. دُرّب حوالي 110 عنصر من اليشوف فيما لم يلتحق بالعمليات العسكرية سوى 32 عنصراً. تمكن العديد من المتطوعين من النجاح في عملياتهم، حيث نجحوا بمساعدة أسرى الحرب وإشعال الهبات في المجتمعات اليهودية، ورغم ذلك فقد تم إلقاء القبض على عناصر آخرين.
تعرض اليهود لتهديدٍ حقيقي من القوات النازية خلال فترتين إبان الحرب العالمية الثانية، ففي الفترة الأولى والتي أعقبت الغزوالأماني لفرنسا قامت قوات فيشي الفرنسية والحليفة لألمانيا النازية بالسيطرة على بلاد الشام التي كان يمكن الدخول عبرها إلى فلسطين. من ناحية أخرى، تمكنت القوات البريطانية من الإطاحة بقوات فيشي والسيطرة على لبنان وسوريا، وإثر ذلك زال خطر الاجتياح من الشمال، وبناءً على أسوأ الفرضيات فإن بقاء الجيوش الألمانية في أوروبا الشرقية تحت فرض التعرض للإيقاف على أيدي الجيش الأحمر الأمر الذي سيجعل عملية الاجتياح من الشمال تجاه الشرق الأدنى أمراً صعباً. وفي عام 1942 وبينما كان فيلق المشير الألماني أرفين رومل يجتاح الشمال الإفريقي بنية السيطرة على قناة السويس، أصبحت فرضية الاجتياح الألماني من الجنوب أمراً ممكناً، مما أثار قلقاً بالغاً لدى اليشوب واضطرهم لرسم خطط دفاعية. كانت السيطرة النازية على فلسطين تعني إبادة حتمية لليشوف، الأمر الذي أدى إلى احتدام النقاش بين قادة اليشوف إذا ما وقعت فلسطين تحت السيطرة النازية فعلى اليهود اليشوف إخلاء البلد رفقة القوات البريطانية شرقا باتجاه المواقع البريطانية في العراق والهند أو تحمل مسؤولية مواجهة متسادا أخرى والقتال حتى الرمق الأخير في فلسطين، وكان من المرجح أن يحدث ذلك في منطقة محصنة كان يجري إعدادها في جبال الكرمل، وعرفت هذه العملية العسكرية رسميا باسم «حصن فلسطين الأخير». ولحسن حظ اليشوب، وخلال معركة العلمين الثانية تم إيقاف الزحف الألماني تجاه الشرق في مصر. وكنتيجة للمرحلة الصعبة لدى الألمان في ذلك الحين، خسرت ألمانيا معركة العلمين التي عرفت لاحقا باسم «مائتي يوم من الفزع».

## إعلان بلتمور
على الرغم من الأنباء التي تتحدث عن المجازر النازية وحالة اليأس التي أصابت اليهود بسبب الحاجة إلى مكان آمن، أبقت بريطانيا أبواب فلسطين مغلقة في وجه المهاجرين اليهود، فاجتمع القادة الصهاينة على إثر ذلك في فندق بلتمور عام 1942 حيث طالبوا برفع القيود عن الهجرة اليهودية تجاه فلسطين وتأسيس دولةٍ يهودية.

## الروابط الخارجية
- https://www.jewishvirtuallibrary.org/jsource/History/preistoc.html
- http://countrystudies.us/israel/16.htm
- http://www.jewishagency.org/JewishAgency/English/Jewish+Education/Compelling+Content/Eye+on+Israel/120/Chapter+six+The+Establishment+of+the+Jewish+Agency+and+Expansion+of+the+Yishuv.htm
- http://www.mideastweb.org/briefhistory.htm#From%20Roman%20to%20Ottoman%20Rule